# Фавзи Аль-Иссави
Фавзи Аль-Иссави (27 февраля 1960 года) — ливийский футболист, игравший на позиции полузащитника, и тренер. Финалист Кубка Африки 1982 года.

## Карьера
Всю карьеру футболист провёл в футбольном клубе «Аль-Наср».в составе клуба футболист выиграл чемпионат Ливии и вышел в полуфинал Кубок обладателей кубков КАФ 1985 года.

## Сборная Ливии
В 1977 году футболист провёл первый матч за сборную Ливии. В 1982 году полузащитник участвовал в кубке африканских наций, в котором его команда заняла 2 место. Футболист забил один гол в ворота Ганы и стал лучшим игроком турнира. Фавзи Аль-Иссави с 40 голами на 2019 год является самым результативным игроком сборной Ливии.

## Тренерская карьера
В 2018 году Фавзи Аль-Иссави был главным тренером ФК «Аль-Наср» из Бенгази. В 2018—2019 гг. он тренировал сборную Ливии по футболу.

## Достижения
- Чемпион Ливии: 1987
- Обладатель кубка Ливии: 1997
- Финалист кубка африканских наций: 1982